# Białobrzeże
Białobrzeże (ukr.  Білоберіжжя) – wieś na Ukrainie w rejonie dubieńskim obwodu rówieńskiego.
W 2001 roku liczyła 272 mieszkańców.

## Historia
W II Rzeczypospolitej w: gminie Warkowicze, powiecie dubieńskim, województwie wołyńskim.